# Alexander Bogomazov
Oleksandr Bogomázov (en ucraniano: Олександр Костянтинович Богомазов; Yámpil, 26 de marzo de 1880 - Kiev, 3 de junio de 1930) fue un pintor ucraniano y teórico vanguardista en el Imperio ruso y Unión Soviética.

## Publicaciones
En 1914, Bogomázov escribió su tratado "El arte de la pintura y los elementos". En él, analizó la interacción entre objeto, artista, imagen y espectador y establece las bases teóricas del arte moderno. Durante su vida artística, Bogomázov dominó varios estilos artísticos, especialmente cubofuturismo (1913-1917).